# Biblioteca Nacional de Mali
La Biblioteca Nacional de Mali (en lengua francesa, Bibliothèque Nationale du Mali) es una biblioteca dependiente de la Dirección Nacional de Bibliotecas y Documentación del Gobierno de Mali. Está situada en Bamako. 
Surgió durante la época colonial francesa, y en 1960, tras la independencia del nuevo Estado, fue Biblioteca del Gobierno. Una ley de 1984, establece como fines la conservación y difusión del saber universal, contribuyendo a la preservación y conocimiento de los valores culturales del pueblo de Mali, así como la promoción del libro en todo el país. También aloja de forma bienal los Rencontres Africaines de la Photographie, exhibición de los mejores fotógrafos africanos del momento.